# チャド・チャニング
チャド・チャニング（英語: Chad Channing, 1967年1月31日 - ）は、かつてニルヴァーナで活動していたアメリカ人のドラマー。現在はBefore Carsというバンドで、ベースとリードボーカルを担当している。

## 来歴

### 生い立ち
1967年1月31日、アメリカ合衆国カリフォルニア州サンタローザで生まれる。父がDJの仕事をしていたため、家族は頻繁に引っ越しをしていた。13歳の時、体育の授業中に大腿骨を粉砕骨折する。1年以上のリハビリ期間中に音楽に出会い、両親が買い与えたベースギターから始めた。治療が終わると、彼の両親が脚の強化のために、チャドにドラムセットを買い与えた。友人であり後にニルヴァーナへ加入するジェイソン・エヴァーマンなどとセッションをしていた。
チャニングがワシントン州ベインブリッジアイランドにてコックとして働いていた時期に、後にサウンドガーデンのベーシストとなるベン・シェパードと共にバンド Tick-Dolly-Row を立ち上げる。ほどなくして数人の友人を通し、ドラマーを探していたニルヴァーナのカート・コバーンとクリス・ノヴォセリックと知り合う。

### ニルヴァーナでの活動
チャドがニルヴァーナに加入して間もない1988年6月、ファーストシングルのラヴ・バズのレコーディングをし、同年のクリスマス・イヴにはアルバム、ブリーチのレコーディングを開始した。
1989年6月にブリーチがリリースされる。作品内でチャニングはFloyd The Barber、Paper Cuts、Downerの3曲を除いた曲で演奏した。1990年4月はプロデューサーのButch Vigと共に、Smart Studiosにて8曲のレコーディングを行った。セッションの間に、カートとクリスはチャドの演奏に不満を抱き、それと同時に、チャドは作詞活動に参加させてもらえない不満を露わにしていた。こうしたすれ違いが生じ、カートとクリスは新たなドラムメンバーとして、デイヴ・グロールを迎える。デイヴの加入に伴い、チャドの演奏パートを録り直したが、アルバム、ネヴァーマインドの中で唯一、Pollyだけはチャドのパートが使用された。ネヴァーマインド-Deluxe Editionが発売されるまで、チャドの名前はクレジットに表記されていなかった。

### ニルヴァーナ脱退後の活動
ニルヴァーナを脱退後、チャニングは新たに Fire Ants を結成。バンドは1992年にDekema RecordsよりEP盤のStrippedをリリーズ。偶然にも、プロデューサーがアルバムブリーチを担当した、ジャック・エンディノであった。バンドメンバーで、ベーシストのダン・マクドナルドとは1998年にThe Methodistでコラボした。
最近の活動として、2006年にシングル Old Chair をリリースし、Before Carsで活動をしている。バンドは2008年にジャック・エンディノのプロデュースにより、デビューアルバム、Walk Back をリリースした。チャドはバンド内で、ベースとリードボーカルを担当している。

## ディスコグラフィ

### Tic-Dolly-Row
- Live demo - 1987年

### ニルヴァーナ
| アルバム                                                                      | 備考                                                |
| ----------------------------------------------------------------------------- | --------------------------------------------------- |
| ブリーチ - 1989年                                                             |                                                     |
| ネヴァーマインド - 1991年                                                     | Pollyのみ演奏（Deluxe editionまでクレジット未表記） |
| フロム・ザ・マディ・バンクス・オブ・ウィシュカー（ライブ・アルバム） - 2002年 | "Breed"と"Polly"に登場。                            |
| ウィズ・ザ・ライツ・アウト (ボックス・セット) - 2004年                        |                                                     |
| ブリーチ - デラックス・エディション - 2009年                                  |                                                     |
| ネヴァーマインド deluxe/super deluxe edition - 2011年                         |                                                     |

### Fire Ants
- Ant Acid - 1992年
- Stripped - 1992年

### Methodists
- Cookie - 1998年

### Before Cars
- Old Chair EP - 2006年
- Walk Back - 2008年
- How We Run - 2013年